# Maurits Vanhaegendoren
Emile Auguste Maurice (Maurits) Vanhaegendoren (Leuven, 23 augustus 1903 – Neerijse, 3 maart 1994), vooral bekend onder de naam Maurits Van Haegendoren, was een Belgisch politicus voor de Volksunie en daarvoor verbondscommissaris voor de katholieke scouts (VVKS) en oprichter van de Stichting Lodewijk de Raet.

## Naam
De spelling van de familienaam is officieel Vanhaegendoren, maar als publicist hanteerde Maurits zelf de schrijfwijze Van Haegendoren. Onder deze naam is hij aldus het bekendst geworden.

## Biografie
Maurits was de zoon van een activistische vader, de onderwijzer Emile Vanhaegendoren. Vader werd in 1918 administratief gestraft en gebroodroofd omdat hij in dienst van een activistische instantie bijlessen had gegeven aan onderwijzers. Als bijkomend gevolg van deze straf werd Maurits als 15-jarige in datzelfde jaar wegens verwantschap verwijderd (sippenhaftung) van het Koninklijk Atheneum in Leuven. Hij voltooide de humaniora aan het Sint-Pieterscollege in dezelfde stad. Daarna studeerde hij klassieke filologie en geschiedenis aan de Katholieke Universiteit Leuven, waar hij promoveerde tot doctor in de moderne geschiedenis. Na leraar te zijn geweest in Oostende, werd hij werkzaam op het Rijksarchief waar hij, als assistent, conservator, rijksarchivaris een hele loopbaan doorliep van 1928 tot aan zijn pensioen in 1968.
Maurits trouwde op 14 januari 1939 met Marie-Louise Irma Yvonne Groffi (Sint-Truiden, 1911 - Leuven, 1953). Zij overleed bij de geboorte van hun zevende kind. Hij hertrouwde in 1955 met Simone Cloots, gidsenleidster en secretaris van de Stichting Lodewijk de Raet. Zij kregen twee kinderen. De sociologe Mieke van Haegendoren is een dochter uit zijn eerste huwelijk.

### Verbondscommissaris
Net als zijn eerste vrouw bij de Meisjesgidsen, werd Maurits actief in de scoutingbeweging voor jongens en werd in 1921 patrouilleleider. In 1929 werd de nationale scoutsorganisatie gefederaliseerd en ontstond het Vlaams Verbond voor Katholieke Scouts. Vanhaegendoren werd commissaris voor de verkenners. In 1933 werd hij de eerste verbondscommissaris en leverde veel inspanningen voor de opleiding van de leiders. In 1934 kocht hij een eigen cursusgrond, De Kluis in Sint-Joris-Weert nabij Leuven.
Hij loodste het VVKS doorheen de bezettingsjaren, zonder toe te geven aan de sirenenzang van de collaboratie, hoewel hij in 1941 wel naar Berlijn was gereisd om op uitnodiging van de Reichsjugendführer om kennis te maken met de Hitlerjugend. Tijdens de oorlog streefde hij drie doelstellingen na: het bewijzen van diensten in tijden van nood, het streven naar bezinning in besloten tijd en het voorbereiden van een naoorlogse vernieuwing.
Na de oorlog kwam er felle kritiek op zijn reis naar Berlijn, zijn autoritaire leiding, zijn anti-Belgische houding en het binnenbrengen van politiek in scouting. Een ereraad werd aangesteld om critici en verdedigers van de verbondscommissaris te verzoenen, wat nauwelijks lukte. Na aanhoudende tegenstand nam hij begin 1948 ontslag en werd opgevolgd door Maurits Coppieters. Hij bleef nog een paar verantwoordelijkheden verderzetten, maar in februari 1950 werden de laatste banden met het VVKS doorgeknipt.

### Lodewijk de Raet
In een volgende levensfase richtte Vanhaegendoren zich naar het onderwijs. Van 1948 tot 1973 was hij docent geschiedenis aan de avondhogeschool van het Hoger Instituut voor Bestuurs- en Handelswetenschappen in Brussel. Samen met enkele vrienden organiseerde hij daarnaast cursussen in de stijl van de volkshogescholen. Dit werd de basis van pluralistische activiteiten om de contacten tussen katholieken en vrijzinnigen te verbeteren. In 1952 startte hij samen met Max Lamberty de Volkshogeschool Stichting Lodewijk de Raet en werd er voorzitter van.
In 1952 was hij eveneens medeoprichter van het tijdschrift Volksopvoeding, dat door het ministerie van de Vlaamse Gemeenschap uitgegeven werd. Van 1959 tot 1968 werd hij lid en beheerder van de Kultuurraad voor Vlaanderen, voorzitter van de 'Commissie voor Cultureel Vormingswerk', lid van de 'Hoge Raad voor Volksopleiding' en medeoprichter en vanaf 1963 afgevaardigd beheerder van het 'Centrum voor Andragogisch Onderzoek'. Als voorzitter van het 'Koördinatiekomitee Taalregeling Hoger Onderwijs' zette hij zich achter de schermen ook in voor de vernederlandsing en de splitsing van de Universiteit van Leuven.

### Senator
In 1968 werd Vanhaegendoren politiek actief voor de Volksunie. Bij de wetgevende verkiezingen van dat jaar weigerde hij de aangeboden eerste plaats op de Senaatslijst voor Brussel, maar aanvaardde gecoöpteerd senator voor de Volksunie te worden. Van 1971 tot eind 1976 was hij vervolgens provinciaal senator voor Brabant. In de Senaat hield hij zich vooral bezig met hoger onderwijs en het wetenschapsbeleid. Ook trachtte hij een dialoog met de Waalse Beweging op gang te brengen.
Op 7 december 1971 werd de Cultuurraad voor de Nederlandse Cultuurgemeenschap geïnstalleerd (de verre voorloper is van het Vlaams Parlement) waarin Vanhaegendoren zetelde tot februari 1976 (een dubbelmandaat was toen nog toegelaten). Binnen de Cultuurraad maakte hij deel uit van het Bureau (dagelijks bestuur) als tweede en vanaf april 1974 als derde ondervoorzitter.
Na het mislukken van het Egmontpact en de zware verkiezingsnederlaag van de Volksunie in 1978 zat Vanhaegendoren de partijcommissie voor die de eenheid in de Volksunie probeerde te herstellen. Hij bleef tot op hoge leeftijd publiceren, voornamelijk over de Vlaamse problematiek.